# Паращук Михайло Іванович
Миха́йло Іва́нович Паращу́к  (16 листопада 1878, с. Варваринці, нині  Тернопільський район Тернопільська область — 24 грудня 1963, с. Баня, Пловдивська область, Болгарія або Софія, Болгарія) — український архітектор в Болгарії, скульптор, дипломат доби УНР, лідер української громади в Царстві Болгарія. 

## Біографія
Народився у селі Варваринці на Теребовлянщині. У 13-річному віці працював помічником С. Вуйціка під час оздоблення костелу або церкви у Струсові, а згодом при декоруванні ратуші в Новому Сончі. Навчався у Мюнхенській, Краківській та Віденській академіях мистецтв, Академії Жуліана та майстернях Оґюста Родена у Франції.
У Баварії в 1911 році був одним із засновників та першим головою організації, що була першою з офіційно зареєстрованих українцями в Мюнхені. 22 березня 1911 року міська влада офіційно зареєструвала Українське Освітнє Товариство (УОТ) в Мюнхені (Ukrainischer Bildungsverein in München). Першим головою спілки став студент Михайло Паращук. Серед засновників також були: Бруно Гофман, Кость Морозовський (кандидат медицини), Володимир Кобринський (виходець з Сербії, представник Академії мистецтв), Кость Стаховський, Олександер Бокров, Олександр Скоропис, Еусебіюс Липецький, Микола Федюк. 
Ще до війни М.Паращук отримував запрошення на посаду професора в Мюнхенському інституті декоративного мистецтва, здобув відомість та визнання своїми скульптурними роботами. Після поразки українського державницького руху виїхав до Болгарії, де продовжував мистецьку роботу, а водночас зазнавав переслідувань і помер у напівзабутті й самотності в грудні 1963 року. 
Деякий час працював у майстерні славетного О. Родена. З 1898 р. проживав у Львові, потім — у Варшаві (1902—1905), у Москві (1910—1911) і Києві (1911—1913). У 1913 році Паращук при переїзді австро-російського кордону був затриманий австрійською владою, звинувачений у шпигунстві й ув'язнений в концтаборі Талергоф (поблизу Зальцбургу, Штирія). 1914 року вдалося вибратися з табору.
Під час Першої світової війни в 1914–1918 роках був активним членом Союзу визволення України. В 1915–1918 роках вів курси скульптури, гончарства і різьби по дереву для полонених солдат-українців російської армії в таборах Раштаті і Вецларі. 1918 року повернувся в Україну. З 1920 року — секретар, а згодом голова дипломатичної місії УНР у Таллінні, радник представництва УНР у Литві.
З 1921 (за іншими даними з 1923 року) Паращук оселився в Софії (Болгарія), де відкрив свою мистецьку школу. Болгарський період творчості Паращука позначений найбільшими успіхами в жанрі портрета та в  пластиці. Він створив чимало портретів визначних політичних і культурних діячів Болгарії (Д. Благоєв, Д. Крайчев, Г. Делчев, Г. Стайков), визначних діячів української культури Михайла Грушевського, Симона Петлюри. Скульптурно оздобив репрезентативні будівлі Міністерства оборони, Військової академії, Академії наук, Народного театру, бібліотеки імені В. Коларова, Національної бібліотеки ім. Кирила і Мефодія, ректорату Софійського університету, будівля Національного банку Болгарії.
У Болгарії Михайло Паращук брав активну участь у громадському житті української еміграції, був активним діячем  товариства, організував з'їзд української еміграції. Він кавалер ордена Кирила і Мефодія.
У 1920—1930-х роках був активним діячем болгарсько-українського Товариства.
Мав доньку, чоловіком якої був художник, директор Львівської картинної галереї Іван Іванець.
Помер у Бані Карловій Пловдівського округу чи Софії, похований у Софії.

## Роботи

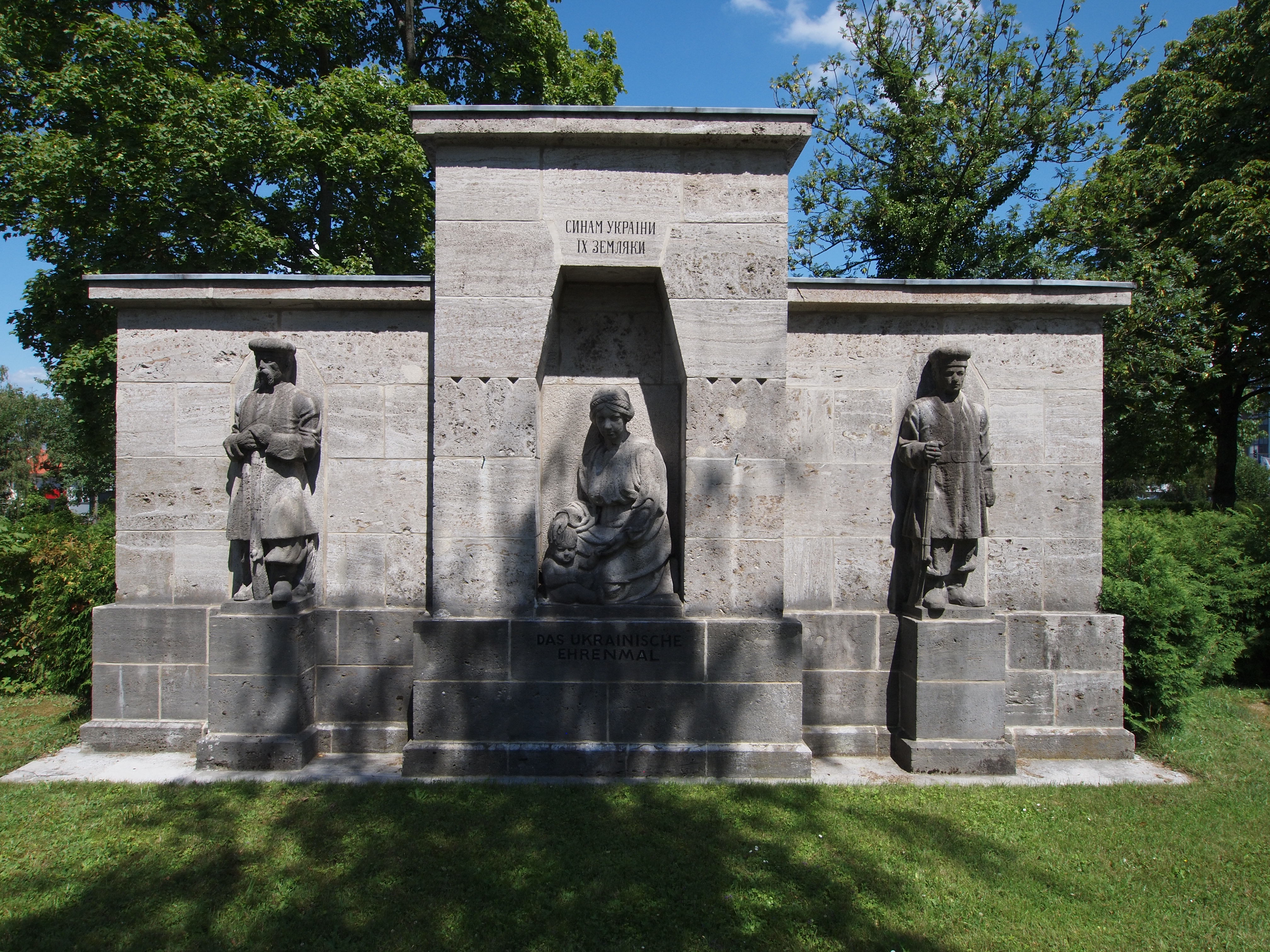
Пам'ятник загиблим полоненим-українцям у Раштаті (Німеччина)

Паращук брав участь у створенні пам'ятника Адаму Міцкевичу у Львові.
Брав участь у революційному русі 1905 року проти російського царизму. Під час Першої світової війни був в'язнем концтабору Таллергоф (1914). Потім працював в австрійському Червоному Хресті у Раштатті (1915—1918), де вів керамічну школу. У місті Вецляр виконав пам'ятник полеглим українським полоненим (1918, камінь). З 1918 р. як представник Червоного Хреста відвідував балканські країни. У 1920 р. перебував у складі дипломатичної місії УНР у Ревелі (Естонія). Від 1921 р. і до кінця життя жив у Софії. Був одним з ініціаторів Болгарсько-Українського Товариства і товариства «Громада». 1926 р. організував з'їзд української еміграції і очолив Малу Раду, обрану на ньому.
Працював у галузі портрета, декоративної та монументальної скульптури. Перша виставка творів М. Паращука відбулась у Варшаві (1912). У доболгарський період виконав близько 30 портретів — В. Стефаника, С. Людкевича (обидва — 1906), Т. Шевченка (1912), І. Франка, М. Лисенка (обидва — 1913), О. Олеся, М. Яцківа, ряд жанрових композицій, в яких помітні риси роденівського імпресіонізму. М.Паращук є автором відомого пам'ятника А. Міцкевичу у Львові (1905—1906, бронза, граніт) у співробітництві з А. Попелем. Брав участь в оформленні Оперного театру, Університетської бібліотеки і Промислового музею у Львові. У Болгарії створив близько 40 бюстів і барельєфів, позначених рисами-академізму, — Д. Благоєва, X. Ботева (обидва — 1922), П. Яворова, Ц. Бакалова-Церковського, М. Драгоманова, С. Караджі, А. Константинова, С. Шлінгірова, М. Арнаудова, Й. Пекорева, Г. Дедчева, Р. Дедева. Автор пам'ятника М. Драгоманову в Софії (1933, бронза, граніт). Йому належить художнє оформлення таких будинків у Софії: Народний банк, Судова палата, Міністерство оборони, Військова Академія, Бібліотека Св. Кирила і Мефодія, ректорат університету ім. Климента Охридського, Академія наук, Оперний театр, будинки посольств Угорщини і Франції, Партійний дім. У музеях Тернополя зберігаються гіпсовий і бронзовий автопортрети митця (1942).
Помер М. Паращук 1963 р. у селі Баня Картова Пловдивського округу, похований у Софії (Болгарія).
- Проект пам'ятника Шевченкові у Львові (1910–1911, не реалізовано)
- Проект пам'ятника Словацькому у Львові (1910–1911, не реалізовано).
- Проект фонтану зі статуєю німфи на розі вулиці Коперника і Стефаника у Львові (1910–1911, не реалізовано).

Протягом своєї творчості виконав близько 30 скульптурних портретів:
- діячів української культури: В. Стефаника, С. Людкевича (обидва — 1906), Т. Шевченка (1912), І. Франка (1913), М. Лисенка (1913), М. Грушевського, С. Петлюри (1936), митрополита А. Шептицького, О. Олеся, Б. Лепкого, Є. Петрушевича та інші;
- болгарських громадсько-політичних діячів; X. Ботева (1922), Г. Димитрова (1927) та інші;
- жанрових композицій — «Танок» та «Скрипачка» з циклу «Поневолені» (обидві — 1905—1907).

Паращук — автор пам'ятників загиблим воїнам у таборах полонених у Венцлярі та Раштаті, пам'ятника на могилі М. Драгоманова у Софії (1932). Створив ряд монументально-декоративних скульптур для будівель болгарської столиці, якими прикрашено Військову академію, Народну бібліотеку, Софійський університет, Музичний театр.
У ранніх творах переважає нахил до роденівського імпресіонізму і психологізму, в болгарський період творчості домінує академічний стиль.

## Нагороди
Учасник і переможець численних міжнародних виставок. Серед його нагород — орден Кирила і Мефодія Болгарії.

## Пам'ять
- Видано бібліографічний покажчик «Михайло Паращук» Любомири Бойцун.
- У Тернополі є вулиця Михайла Паращука.
- Ім'я митця присвоєне Тернопільському вищому професійному училищу № 4